# Krzysztof Łęcki
Krzysztof Adam Łęcki (ur. 11 lutego 1960 w Katowicach) – doktor habilitowany socjologii, felietonista

## Życiorys
Absolwent Uniwersytetu Śląskiego w Katowicach. Pracuje jako profesor na Wydziale Nauk Społecznych w Instytucie Socjologii Uniwersytetu Śląskiego w Katowicach.
Autor licznych szkiców i artykułów, głównie w tomach zbiorowych i czasopismach specjalistycznych, a także w „Encyklopedii socjologii” oraz przewodniku encyklopedycznym „Literatura polska XX wieku”;
W latach 1996-2020 redaktor działu filozofia/socjologia czasopisma kulturalnego Opcje; felietonista: m.in. - 2003-2020 radia eM, - w latach 2007-2008 „Magazynu” dziennika „Polska-The Times”. Od roku 2018 pisuje felietony w "Głosie. Gazecie Polaków w Republice Czeskiej"

## Publikacje
- Perspektywy socjologii kultury artystycznej (z Aleksandrem Lipskim), Warszawa 1992;
- Dogmaty i herezje (z Witoldem Izdebskim), Kraków 1992
- Świat społeczny Ślązaków : rekonstrukcja treści świadomości potocznej (z Kazimierą Wódz, Jackiem Wodzem i Piotrem Wróblewskim), Katowice 1992
- Komunikacja interpersonalna w pracy socjalnej (z Andrzejem Szóstakiem), Warszawa 1996; wyd. II  Katowice 1999
- Św. Gombrowicz. Zinstytucjonalizowane formy komunikowania o literaturze. Socjologiczna analiza zjawiska, Katowice 1997
- Górnicy. Zbiorowości górnicze u progu zmian (z Kazimierą Wódz i Krystyną Faliszek), Katowice 2001
- Widma wolności. Felietony wygłoszone na antenie Radia eM 107,6 FM, Katowice, 2009
- Inny zapis. "Sekretny dziennik” pisarza jako przedmiot badań socjologicznych. Na przykładzie „Dzienników” Stefana Kisielewskiego, Wydawnictwo Uniwersytetu Śląskiego, Katowice 2012, ISBN 978-83-226-2031-1
- pre-teksty i kon-teksty. Krótkie szkice z socjologii obyczajów i komunikacji społecznej, Bezkresy wiedzy 2016 ISBN 978-3-639-89221-5
- Według Tukidydesa. Rozważania socjologa literatury nad "Wojną peloponeską", Katowice 2019 ISBN 978-83-226-3689-3
- EVERYDAY  HARDSHIP. Patterns of resilience in the households living in poverty (z Moniką Gnieciak i Kazimierą Wódz), Katowice 2020 ISBN 978-83-8183-044-7
- Stadiony świata. (pomiędzy Gemeinschaft i Gesellschaft), Katowice 2021 ISBN 978-83-226-4051-7
- Wariant Gombrowicza (repetycje, marginesy, dygresje), Katowice 2024 ISBN 978-83-226-4419-5